# Gephyrocuma pala
Gephyrocuma pala är en kräftdjursart som beskrevs av Hale 1936. Gephyrocuma pala ingår i släktet Gephyrocuma och familjen Bodotriidae. Inga underarter finns listade i Catalogue of Life.